# Roman Vimpeller
Roman Julian Vimpeller (ur. 13 lutego 1840 w Godowej, zm. 8 stycznia 1923 w Krakowie) – polski nauczyciel, dyrektor szkół.

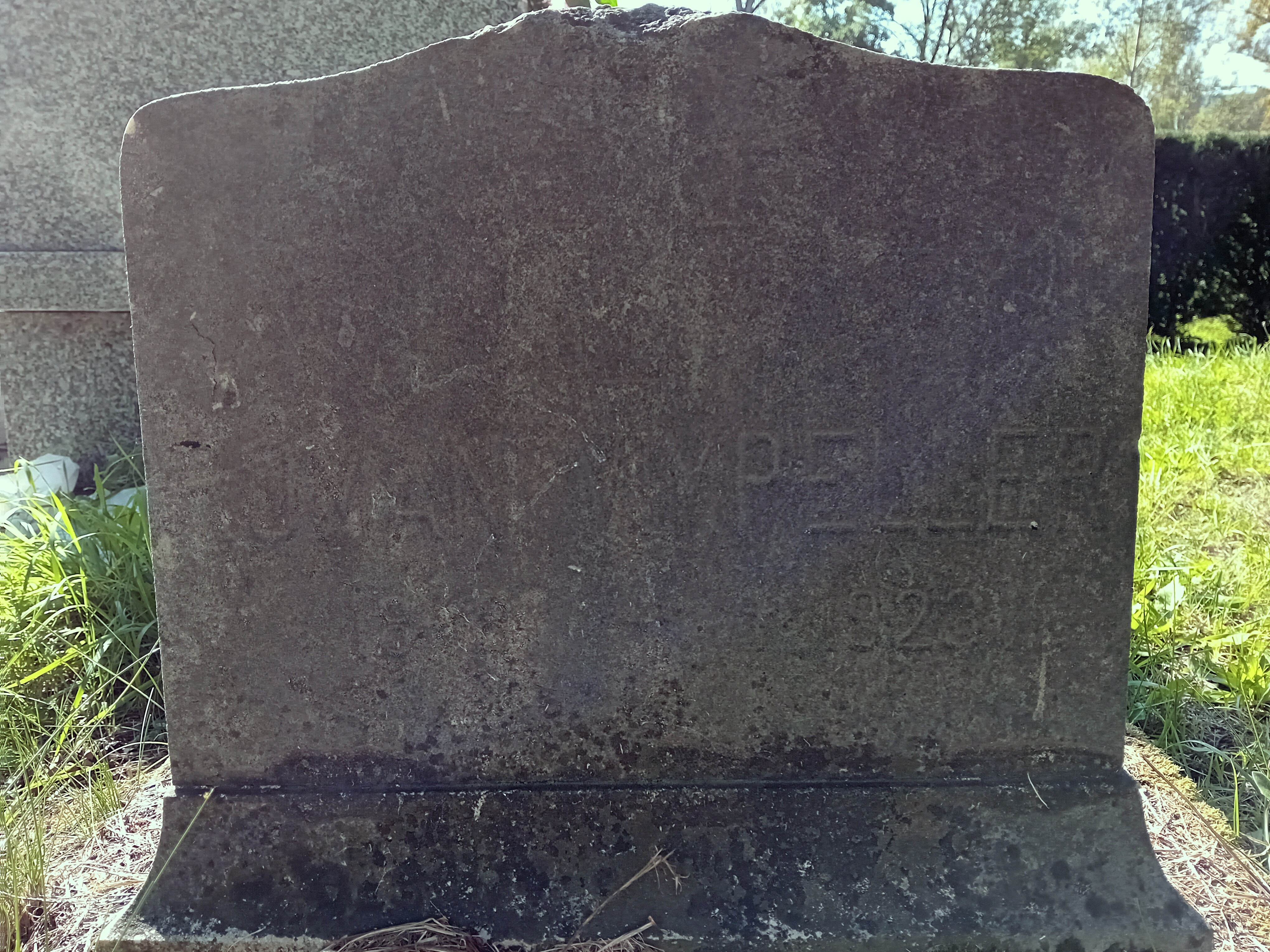
Nagrobek Romana Vimpellera

## Życiorys
Urodził się 13 lutego 1840 w Godowej. Uczył się w Jaśle i w Krakowie. W 1859 zdał egzamin dojrzałości w C. K. Gimnazjum w Przemyślu. Od 1860 do 1964 studiował na Wydziale Filozoficznym Uniwersytetu Jagiellońskiego na kierunku o specjalności historii i geografii. Studia uzupełniał na Uniwersytecie Wiedeńskim
Podjął pracę nauczyciela od 15 kwietnia 1862. Od 20 maja 1862 pracował w C. K. Gimnazjum w Bochni. Od 27 października 1863 był zatrudniony w C. K. Gimnazjum św. Jacka w Krakowie. 13 czerwca lub lipca 1865 w Wiedniu zdał nauczycielski egzamin podstawowy w zakresie historii i geografii. Od 30 sierpnia 1865 uczył w C. K. Gimnazjum św. Anny w Krakowie. Został mianowany nauczycielem rzeczywistym 16 maja 1868. Od 10 czerwca 1871 pracował w C. K. Gimnazjum w Tarnowie. Stamtąd przeszedł na stanowisko Inspektora Okręgu Szkolnego, które sprawował od 21 lipca 1877 do 1 września 1880. Od 1881/1882 do 1883/1884 był dyrektorem Szkoły Przemysłowo-Uzupełniającej (Handlowej) w Tarnowie. Od 5 listopada 1885 uczył w C. K. Gimnazjum w Rzeszowie. Potem był profesorem i dyrektorem Seminarium Nauczycielskiego w Rzeszowie do 1896 oraz Żeńskiego Seminarium Nauczycielskiego w Krakowie (w 1905 obchodził jubileusz 25-lecia pełnienia stanowiska dyrektora seminariów żeńskich). W 1903 mianowany do VI rangi w zawodzie. W 1895 w Rzeszowie był zastępcą dyrektora Komisji Egzaminacyjnej na nauczycieli i nauczycielki szkół ludowych oraz członkiem tamtejszej Rady Szkolnej Okręgowej jako reprezentant zawodu nauczycielskiego. W 1898 otrzymał tytuł c. k. radcy szkolnego. W 1913 obchodził  półwiecze pracy pedagogicznej. Na stanowisku żeńskiego seminarium pracował aż do przejścia w stan spoczynku. Już na emeryturze co roku jako komisarz rządowy był przewodniczącym egzaminów dojrzałości w Prywatnym Seminarium Żeńskim TSL im. Preisendanza w Krakowie.
Otrzymał Medal Honorowy za Czterdziestoletnią Wierną Służbę. Z okazji przeniesienia w stan spoczynku w 1911 został odznaczony przez cesarza Franciszka Józefa I Orderem Korony Żelaznej III klasy. Zmarł 8 stycznia 1923 w Krakowie. Został pochowany na cmentarzu Rakowickim w Krakowie.

## Publikacje
- Rys historyi austryacko-węgierskiej dla użytku seminaryów nauczycielskich i nauczycieli szkół ludowych (1895, podręcznik)[17][18]
- Sprawozdanie Dyrekcyi c. k. Seminaryum Nauczycielskiego Żeńskiego w Krakowie za rok szkolny 1903 (1903)